# Andrew Omobamidele
Andrew Abiola Omobamidele (* 23. Juni 2002 in Leixlip) ist ein irischer Fußballspieler. Der Innenverteidiger steht bei Nottingham Forest unter Vertrag und ist aktuell an Racing Straßburg ausgeliehen.

## Karriere

### Im Verein
Omobamidele wurde im irischen Leixlip geboren, wo er auch das Fußballspielen begann. Ab 2014 spielte er in der U-12 von Leixlip United. 2018 konnte er mit seinem Verein den regionalen Pokalwettbewerb gewinnen. Daraufhin wechselte er im selben Jahr in die Nachwuchsakademie von Norwich City in England. In der Saison 2018/19 kam er hauptsächlich in der U-18 von Norwich zum Einsatz, konnte jedoch am 5. April 2019 sein Debüt in der Premier League 2 bei der 1:4-Niederlage gegen Southampton geben. In der folgenden Saison kam er dann häufiger in der Premier League 2 zum Einsatz, und wurde in der Saison 2020/21 schließlich Stammspieler dort. Am 23. Dezember 2020 unterschrieb er schließlich einen Profivertrag bei Norwich City. Daraufhin gehörte er auch regelmäßig dem Kader der 1. Mannschaft unter Daniel Farke in der Championship an. Seinen ersten Profieinsatz hatte er dann am 16. Januar 2021 beim 2:1-Sieg gegen Cardiff City, bei dem er in der Nachspielzeit für Emiliano Buendía eingewechselt wurde. Am 2. April 2021 stand er beim 1:1-Unentschieden gegen Preston North End erstmals in der Startformation seiner Mannschaft und stand von da an in jedem Spiel der restlichen Saison in der Startformation. Am Ende der Saison konnte er mit seiner Mannschaft die Championship gewinnen und somit in die Premier League aufsteigen.
In der Premier League gab Omobamidele am 4. Spieltag bei der 0:1-Niederlage gegen den FC Arsenal sein Debüt. Am 31. Oktober 2021 konnte er bei der 1:2-Niederlage gegen Leeds United sein erstes Profitor zum zwischenzeitlichen 1:1 erzielen. Bei der 0:3-Niederlage gegen die Tottenham Hotspur am 5. Dezember 2021 zog er sich einen Ermüdungsbruch im Rücken zu, sodass er die restliche Saison verletzungsbedingt verpasste. Norwich City stieg am Saisonende als Tabellenletzter wieder aus der Premier League ab. In der Saison 2022/23 entwickelte sich Omobamidele nach überstandener Verletzung zum festen Stammspieler in der Innenverteidigung der Canaries.
Im September 2023 wechselte er zu Nottingham Forest. In seiner ersten Saison kam er in der Premier League zunächst bis zum 20. Spieltag nicht zum Einsatz, etablierte sich aber im weiteren Verlauf und absolvierte elf Ligaspiele, davon acht in der Startformation. Die folgende Spielzeit 2024/25 begann für ihn ohne Einsatzminuten, ehe ihn eine längere Verletzung zusätzlich ausbremste. Im Januar 2025 folgte eine halbjährige Leihe zum französischen Erstligisten Racing Straßburg, wo er bis Saisonende zehnmal in der Ligue 1 zum Einsatz kam.

### In der Nationalmannschaft
Omobamidele durchlief viele irische Nachwuchsnationalmannschaften. So kam er zu mehreren Einsätzen in der U-17, unter anderem war er Stammspieler seiner Mannschaft bei der U-17-Fußball-Europameisterschaft 2019 in Irland, schied mit seiner Mannschaft jedoch bereits in der Gruppenphase aus. Im selben Jahr stand er im Kader der U-19 bei der U-19-Fußball-Europameisterschaft 2019 in Armenien und kam zu 2 Einsätzen. Im März 2021 debütierte Omobamidele schließlich beim 2:1-Sieg gegen Wales in der U-21-Nationalmannschaft.
Im Mai 2021 wurde Omobamidele erstmals für die A-Nationalmannschaft Irlands nominiert. Sein Debüt gab er jedoch erst am 1. September 2021 bei der 1:2-Niederlage gegen Portugal, bei der er in der 36. Spielminute für Dara O’Shea eingewechselt wurde. In der Folge wurde er regelmäßig in den Kader der A-Nationalmannschaft berufen.